# La última palabra
La última palabra es un programa de televisión emitido por Fox Sports. Es emitido en el Cono Sur y Norte.

## Historia

### América del Sur
- Argentina - El proyecto original de La Última Palabra nació en Argentina y se hizo realidad a través de la cadena Fox Sports, el objetivo era analizar el fútbol argentino e internacional, esta emisión tenía de presentador a Fernando Niembro, actualmente desvinculado de la empresa.[1]
- Chile - En 2014, la filial Fox Sports Chile, lanza la versión chilena del programa, el presentador elegido fue Pedro Carcuro.[2]
- Colombia - Con el fin darle un sentido más local a los programas de Fox Sports (Latinoamérica) en Colombia, su filial Fox Sports Colombia decide crear en 2016, una versión colombiana de este programa bajo la conducción de Hernán Peláez, en un formato distinto al original, enfocado más a las entrevistas de viejas glorias del futbol colombiano, tal como lo hacía en el programa radial "Café Caracol" en Caracol Radio.[3]
- Perú - En mayo de 2018, la filial Fox Sports Perú, lanza la versión peruana del programa, el presentador elegido es Julio César Uribe, que a la par también es panelista de Fox Sports Radio Perú.[4]
- Uruguay - En abril de 2018, vuelve la versión uruguaya de La Última Palabra que antes ya había sido transmitida por Toto Da Silveira actualmente transmite para toda Latinoamérica,[5] esta vez bajo la conducción de Damián Herrera.[6]

### América del Norte
- México - Tras el éxito del programa original, Fox Sports decide realizar una edición para el público de América del Norte, en 2012 desde sus estudios en México, es transmitida la primera emisión de esta versión.[7]

## Elementos

### América del Sur

#### Argentina
Presentador:
- Fernando Niembro

#### Chile
Presentador:
- Pedro Carcuro

#### Colombia
Presentador:
- Hernán Peláez

#### Perú
Presentador:
- Julio César Uribe

#### Uruguay
Presentador:
- Damián Herrera

### América del Norte

#### México
Presentadores:
- Alejandro Blanco
- Óscar Guzmán

Comentador:
- Gustavo Mendoza

Periodistas:
- Rubén Rodríguez
- Alberto Lati
- Raoul Ortiz

Analistas:
- Christian Giménez
- Fabián Estay
- Carlos Hermosillo
- Eduardo de la Torre Menchaca
- Miguel Herrera
- Rafael Márquez Lugo